# 松嶋喜作
松嶋 喜作（まつしま きさく、1891年（明治24年）10月7日 - 1977年（昭和52年）2月17日）は、日本の政治家。実業家。参議院副議長（第2代）。参議院議員（1期）。

## 経歴
兵庫県明石市出身。1918年京都帝国大学卒業。卒業後は日本興業銀行に入る。1941年理事に就任。戦後の1946年大和証券の会長となる。翌1947年第1回参議院議員通常選挙で全国区から立候補して当選（3年議員）。自由党政調会長を務める。1949年参議院副議長に就任した。議員を1期で退任後、1952年日本製鋼や東京螺子の社長に就任。1956年国鉄諮問委員、翌年に富士航空社長を務めた。
1965年春の叙勲で勲二等瑞宝章受章。
1977年2月17日死去、85歳。死没日をもって従三位に叙される。